# Katsuyuki Miyazawa
Katsuyuki Miyazawa (født 15. september 1976) er en tidligere japansk fodboldspiller.
Han har spillet for flere forskellige klubber i sin karriere, herunder Urawa Reds, Albirex Niigata og Montedio Yamagata.